# Pseudopaludicola
A Pseudopaludicola  a kétéltűek (Amphibia) osztályába, a békák (Anura) rendjébe és a füttyentőbéka-félék  (Leptodactylidae) családjába, azon belül a Leiuperinae alcsaládba tartozó nem. A genetikai vizsgálatok alapján a nem tagjai monofiletikus csoportot alkotnak. Az adatok alapján a nemen belül négy elkülöníthető klád található.

## Elterjedésük
A nembe tartozó fajok Dél-Amerikában: Argentínában, Bolíviában, Kolumbiában, Guyanában, Venezualában, Suriname-ban, Peruban, Paraguayban, Uruguayban és Brazíliában honosak.

## Rendszerezés
A nembe az alábbi fajok tartoznak:
- Pseudopaludicola ameghini (Cope, 1887)
- Pseudopaludicola atragula Pansonato, Mudrek, Veiga-Menoncello, Rossa-Feres, Martins, & Strüssmann, 2014
- Pseudopaludicola boliviana Parker, 1927
- Pseudopaludicola canga Giaretta & Kokubum, 2003
- Pseudopaludicola ceratophyes Rivero & Serna, 1985
- Pseudopaludicola coracoralinae Andrade, Haga, Lyra, Carvalho, Haddad, Giaretta, & Toledo, 2020
- Pseudopaludicola facureae Andrade & Carvalho, 2013
- Pseudopaludicola falcipes (Hensel, 1867)
- Pseudopaludicola florencei Andrade, Haga, Lyra, Leite, Kwet, Haddad, Toledo, & Giaretta, 2018
- Pseudopaludicola giarettai Carvalho, 2012
- Pseudopaludicola hyleaustralis Pansonato, Morais, Ávila, Kawashita-Ribeiro, Strussmann, & Martins, 2012
- Pseudopaludicola ibisoroca Pansonato, Veiga-Menoncello, Mudrek, Jansen, Recco-Pimentel, Martins, & Strüssmann, 2016
- Pseudopaludicola jaredi Andrade, Magalhães, Nunes-de-Almeida, Veiga-Menoncello, Santana, Garda, Loebmann, Recco-Pimentel, Giaretta, & Toledo, 2016
- Pseudopaludicola jazmynmcdonaldae Andrade, Silva, Koroiva, Fadel, & Santana, 2019
- Pseudopaludicola llanera Lynch, 1989
- Pseudopaludicola matuta Andrade, Haga, Lyra, Carvalho, Haddad, Giaretta, & Toledo, 2018
- Pseudopaludicola mineira Lobo, 1994
- Pseudopaludicola motorzinho Pansonato, Veiga-Menoncello, Mudrek, Jansen, Recco-Pimentel, Martins, & Strüssmann, 2016
- Pseudopaludicola murundu Toledo, Siqueira, Duarte, Veiga-Menoncello, Recco-Pimentel, & Haddad, 2010
- Pseudopaludicola mystacalis (Cope, 1887)
- Pseudopaludicola parnaiba Robert, Cardozo, & Ávila, 2013
- Pseudopaludicola pocoto Magalhães, Loebmann, Kokubum, Haddad, & Garda, 2014
- Pseudopaludicola pusilla (Ruthven, 1916)
- Pseudopaludicola restinga Cardozo, Baldo, Pupin, Gasparini, & Haddad, 2018
- Pseudopaludicola saltica (Cope, 1887)
- Pseudopaludicola ternetzi Miranda-Ribeiro, 1937